# Omanjska (Usora)
Pour les articles homonymes, voir Omanjska.
Omanjska (en cyrillique : Омањска) est un village de Bosnie-Herzégovine. Il est situé dans la municipalité d'Usora, dans le canton de Zenica-Doboj et dans la fédération de Bosnie-et-Herzégovine. Selon les premiers résultats du recensement bosnien de 2013, il compte 1 171 habitants.
Avant la guerre de Bosnie-Herzégovine, le village faisait entièrement partie de la municipalité de Tešanj ; après la guerre, son territoire a été partiellement rattaché à la municipalité d'Usora nouvellement créée. Une autre partie de son territoire a été rattachée à la municipalité de Doboj, intégrée à la république serbe de Bosnie.

## Démographie

### Évolution historique de la population dans la localité
| 1948 | 1953 | 1961  | 1971  | 1981  | 1991  | 2013  |
| ---- | ---- | ----- | ----- | ----- | ----- | ----- |
| -    | -    | 1 640 | 1 982 | 2 139 | 1 233 | 1 171 |

|  |